# Phlegra samchiensis
Phlegra samchiensis là một loài nhện trong họ Salticidae.
Loài này thuộc chi Phlegra. Phlegra samchiensis được Jerzy Prószyński miêu tả năm 1978.